# Vörier Berg
Der Vörier Berg ist ein 147 m ü. NHN hoher Ausläufer des Wolfsbergs (153 m) im Calenberger Land. Er liegt bei Holtensen in der niedersächsischen Region Hannover und entstand im Jura.

## Geographie

### Lage
Der Vörier Berg erhebt sich im Gebiet der Gemeinde Wennigsen, dessen Ortsteil Holtensen 1000 m westnordwestlich des Gipfels liegt. Er ist ein Nachbar des 1,2 km südöstlich in Lüdersen gelegenen Wolfsberg, einem Ausläufer des Süllbergs (199 m). Zwischen Letzterem und dem Vörier Berg fließt der von Lüdersen kommende Bach Grund, der in den westlich beider Erhebungen und durch Holtensen zur Ihme verlaufenden Holtenser Bach (Holtenser Beeke) mündet. 2,2 km nördlich befindet sich Vörie und 1,7 km nordnordöstlich Linderte, zwei Ortsteile von Ronnenberg.

### Naturräumliche Zuordnung
Der Vörier Berg gehört in der naturräumlichen Haupteinheitengruppe Niedersächsische Börden (Nr. 52), in der Haupteinheit Calenberger Lößbörde (521) und in der Untereinheit Hannoversche Börde (521.0) zum Naturraum Gehrdener Lößhügel (521.01).

## Natur und Landschaftsschutz
Auf der Nordflanke des Vörier Berges erstreckt sich bis an die Kuppe heran ein Wäldchen aus Birken- und Fichtenbestand. Auf der Erhebung liegen Teile des Landschaftsschutzgebiets (LSG) Landwehr-Süllberg (CDDA-Nr. 322484; 1968 ausgewiesen; 15,718 km² groß) und auf dem Übergangsbereich zum Wolfsberg solche des LSG Süd-Deister (CDDA-Nr. 324904; 1967; 33,792 km²). Das Erstere mit der Nr. H-22 der Region Hannover befindet sich derzeit in Überarbeitung. Nach politischer Beschlussfassung soll es Teil des Norddeister (H-23) werden. Die Schutzwürdigkeit wird unter anderem begründet als zentral gelegener Teil des Naturraumes Calenberger Lößbörde.
Der Verlauf des zwischen Vörier Berg und Süllberg fließendem Bachs Grund wurde in den 1980er Jahren als weiträumige ökologische Ausgleichsmaßnahme vom damaligen Landkreis Hannover renaturiert.

## Infrastruktur

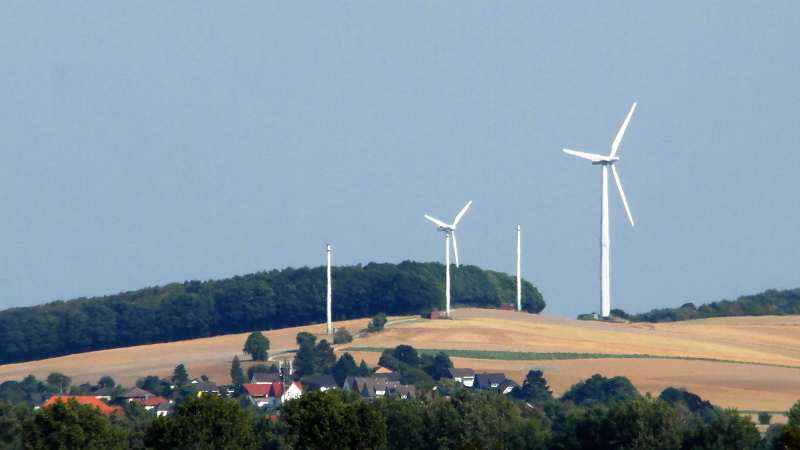
Vörier Berg mit alter und neuer Windkraftanlage (Sommer 2012)

### Wohngebiet und Windkraftanlage
In Holtensen gibt es seit 2005 das Wohngebiet Vörier Berg, dem im Jahr 2012 der zweite Bauabschnitt hinzugefügt wurde. Es grenzt in der östlichen Ortslage an das in den 1960er Jahren entstandene Wohngebiet Osterfeld. Letzteres gilt aufgrund seiner Hanglage an der Erhebung als attraktive Wohnlage der Gemeinde Wennigsen. Auf dem Kuppenbereich der Erhebung befand sich eine der erstgebauten Windkraftanlagen des deutschen Binnenlands. Die drei Ende der 1980er Jahre errichteten Turbinen des Typs Enercon E-32 wurden durch eine im Jahr 2000 in Betrieb genommene 1,3 MW starke Anlage des Typs AN Bonus ersetzt.

### Verkehrsanbindung

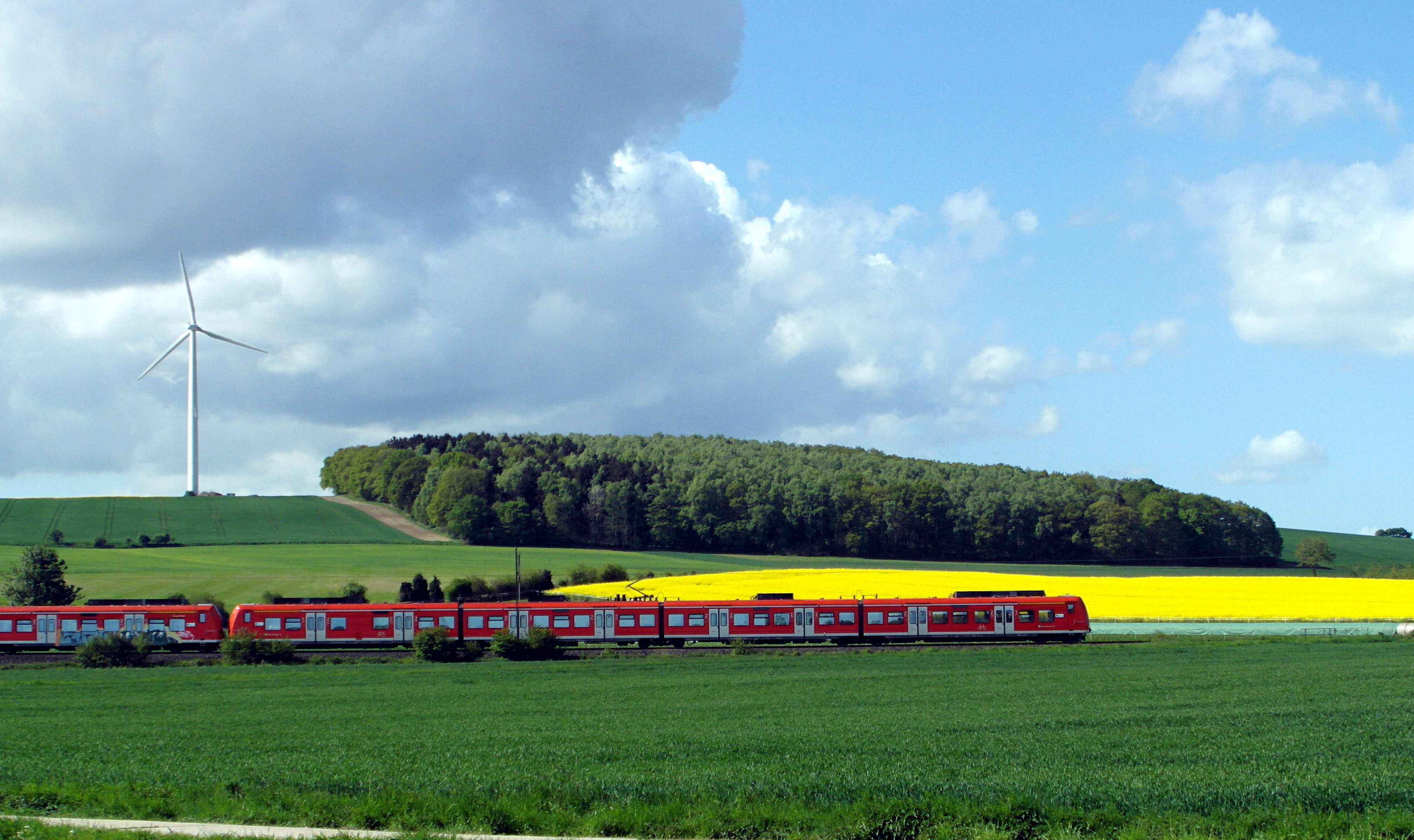
Vörier Berg von Nordosten mit Bahnstrecke Hannover–Altenbeken

Westlich vorbei am Vörier Berg verläuft durch Holtensen die Bundesstraße 217, von der man auf Ortsstraßen zur Erhebung fahren kann. Diese ist dann über den vom Dorf nach Lüdersen führenden und aus der gleichnamigen Ortsrandstraße hervorgehenden Feldweg Lüderser Weg erreichbar, der für den öffentlichen Kraftfahrzeugverkehr gesperrt ist und in Lüdersen in die Wohngebietsstraße Holtenser Weg übergeht. Nordöstlich vorbei an der Erhebung verläuft die Bahnstrecke Hannover–Altenbeken mit den nahen Haltepunkten Holtensen/Linderte und Bennigsen.